# We Will Rock You
"We Will Rock You" és una cançó de la banda de rock britànica Queen. La va compondre Brian May per l'àlbum de la banda del 1977 titulat News of the World. Rolling Stone el va situar en el número 330 de la seva llista de les "500 millors cançons de tots els temps" el 2004, i va ser situada al lloc 146 de la llista Songs of the Century de 2001. El 2009, "We Will Rock You" va ser inclosa al Grammy Hall of Fame.
A part dels darrers 30 segons, que conté un solo de guitarra a May, la cançó generalment s'estableix en forma a cappella, utilitzant només cops amb els peus a terra i picada de mans com a rítmica com a percussió corporal. El 1977, "We Will Rock You" i "We Are the Champions" es van publicar junts com un dels 10 millors senzills del món. Poc després de la publicació de l'àlbum, moltes emissores de ràdio van reproduir les cançons de manera consecutiva, sense interrupcions.
Des del seu llançament, "We Will Rock You" ha estat versionada, remesclada, utilitzada en formes de mostres, parodiada, referida, i utilitzada per diversos artistes de gravació, programes de televisió, pel·lícules i altres mitjans d'arreu del món. També s'ha convertit en un popular himne d'estadi en esdeveniments esportius d'arreu del món, sobretot pel seu ritme senzill. El 7 d'octubre de 2012, Queen va publicar una versió del tema per celebrar el 40è aniversari del llançament de News of the World. Presenta un enfocament radicalment diferent del solo de guitarra i inclou el recompte de May immediatament abans de l'enregistrament.

## Música
"We Will Rock You" i "We Are the Champions" van ser escrites en resposta a un esdeveniment que va passar durant la gira d'A Day at the Races. La banda tocava al Bingley Hall de Stafford, i, segons Brian May:
| « | (anglès) We did an encore and then went off, and instead of just keeping clapping, they sang "You'll Never Walk Alone" to us, and we were just completely knocked out and taken aback – it was quite an emotional experience really, and I think these chant things are in some way connected with that. | (català) Vam fer un bis i després vam marxar, i en lloc de seguir aplaudint, ens van cantar "You'll Never Walk Alone" i ens vam quedar completament noquejats i sorpresos: va ser una experiència realment emotiva, i crec que aquestes coses del cant estan d'alguna manera relacionades amb això. | » |

Una versió es va utilitzar com a cançó d'obertura de News of the World de 1977. Consisteix en un ritme cop de peu-cop de peu-picada de mans-pausa i una tornada potent, una mica com un himne. Els efectes van ser creats per la banda fent re-gravant els seus propis picant el tambor de Wessex i aplaudint moltes vegades i afegint efectes de retard per sonar com si hi participés molta gent. La durada dels retards estaven en proporcions de nombres primers, una tècnica que ara es coneix com a reverberació no harmònica. S'utilitza un bucle de cinta per repetir l'última frase del solo de guitarra tres vegades a diferència de l'enregistrament en què Brian May la toca tres vegades. Els sons "cop de peu-cop de peu-picada de mans" van ser utilitzades després a la cançó Queen + Paul Rodgers "Still Burnin'".
Quan es toca en directe, la cançó sol anar seguida de "We Are the Champions", ja que van ser dissenyades per funcionar juntes. Les cançons sovint es combinen a la ràdio i als esdeveniments esportius, on sonen amb freqüència. Van ser les dues últimes cançons que Queen va interpretar a Live Aid el 1985.

## Vídeo musical
El vídeo musical de "We Will Rock You" es va rodar l'any 1977 al jardí del darrere de la mansió de Roger Taylor. S'hi veu la banda sincronitzant els llavis a la cançó, aplaudint amb guants i trepitjant amb els peus sobre un terreny gelat. En una entrevista a Billboard, Taylor va parlar durant la filmació del vídeo:
| « | (anglès) We shot it on the grounds of a country house I'd just bought in Surrey and we hadn't completed the sale, so we weren't allowed in the house. We figured, 'we might as well shoot it here.' It was absolutely freezing cold and we did three takes. | (català) El vam gravar als terrenys d'una casa de camp que acabava de comprar a Surrey i no havíem acabat la compra, així que no ens van permetre entrar a la casa. Ens vam plantejar: "També podríem gravar aquí". Feia un fred absolut i vam fer tres preses. | » |
| — | | |   |

## Personal
La informació es basa en les notes de l'àlbum.
- Freddie Mercury – veu principal i de suport, picada de mans i cops de peus
- Brian May – guitarra elèctrica, cors, aplaudiments, estampació de peuselectric guitar, backing vocals, picada de mans i cops de peus
- Roger Taylor – cors, picada de mans i cops de peus
- John Deacon – picada de mans i cops de peus

## Llistes i certificacions
| Any  | Gràfic                                      | Màxima posició |
| ---- | ------------------------------------------- | -------------- |
| 1977 | Bèlgica (Ultratop 50 Valònia)               | 8              |
| 1978 | França (IFOP)                               | 1              |
| 1992 | Austràlia (ARIA) amb "We Are the Champions" | 81             |
| 1992 | Bèlgica (Ultratop 50 Flandes)               | 45             |
| 1992 | Païssos Baixos (Dutch Top 40)               | 12             |
| 1992 | US Billboard Hot 100                        | 52             |
| 2003 | França (SNEP)                               | 10             |
| 2003 | Alemanya (Llistes oficials alemanyes)       | 69             |
| 2003 | Païssos Baixos (Single Top 100)             | 9              |
| 2003 | Suïssa (Swiss Hitparade)                    | 49             |
| 2006 | US Billboard Hot Digital Songs              | 36             |
| 2008 | Canadà (Hot Canadian Digital Singles)       | 56             |
| 2011 | Espanya (PROMUSICAE)                        | 18             |
| 2012 | Japó Senzills Hot 100                       | 95             |
| 2017 | Polònia (Polònia Airplay Top 100)           | 69             |
| 2018 | Canadà (Hot Canadian Digital Songs)         | 13             |
| 2018 | Itàlia (FIMI)                               | 75             |
| 2018 | Portugal (AFP)                              | 100            |
| 2018 | Suècia (Sverigetopplistan)                  | 15             |
| 2018 | Japan (Japan Hot 100)                       | 34             |
| 2019 | US Hot Rock & Alternative Songs (Billboard) | 6              |
| 2020 | Polònia (Polònia Airplay Top 100)           | 52             |

| Gràfic (1978)                                                                      | Posició |
| ---------------------------------------------------------------------------------- | ------- |
| Austràlia (Kent Music Report) (Doble cara A individual amb "We Are the Champions") | 57      |

| Gràfic (2018)                 | Posició |
| ----------------------------- | ------- |
| US Hot Rock Songs (Billboard) | 68      |

| Gràfic (2019)                 | Posició |
| ----------------------------- | ------- |
| US Hot Rock Songs (Billboard) | 22      |

| País                                    | Certificació | Vendes      |
| --------------------------------------- | ------------ | ----------- |
| Alemanya (Bundesverband Musikindustrie) | Platí        | 500.000 +   |
| Dinamarca (IFPI Dinamarca               | Platí        | 90.000 +    |
| Esats Units (RIAA)                      | 6 x Platí    | 6.000.000 + |
| França (SNEP)                           | Or           | 500.000 +   |
| Itàlia (FMI)                            | 2 x Platí    | 50.000 +    |
| Regne Unit (BPI)                        | 2 x Platí    | 1.200.000 + |